# Буи (департамент)
Буи (фр. Bui) — один из 7 департаментов Северо-Западного региона Камеруна. Находится в восточной части региона, занимая площадь в 2 297 км².
Административным центром департамента является город Кумбо (фр. Kumbo). Граничит с департаментами: Донга-Мантунг (на севере и востоке), Нун (на юге и востоке), Нго-Кетунджиа (на юге и юго-западе) и Бойо (на западе).

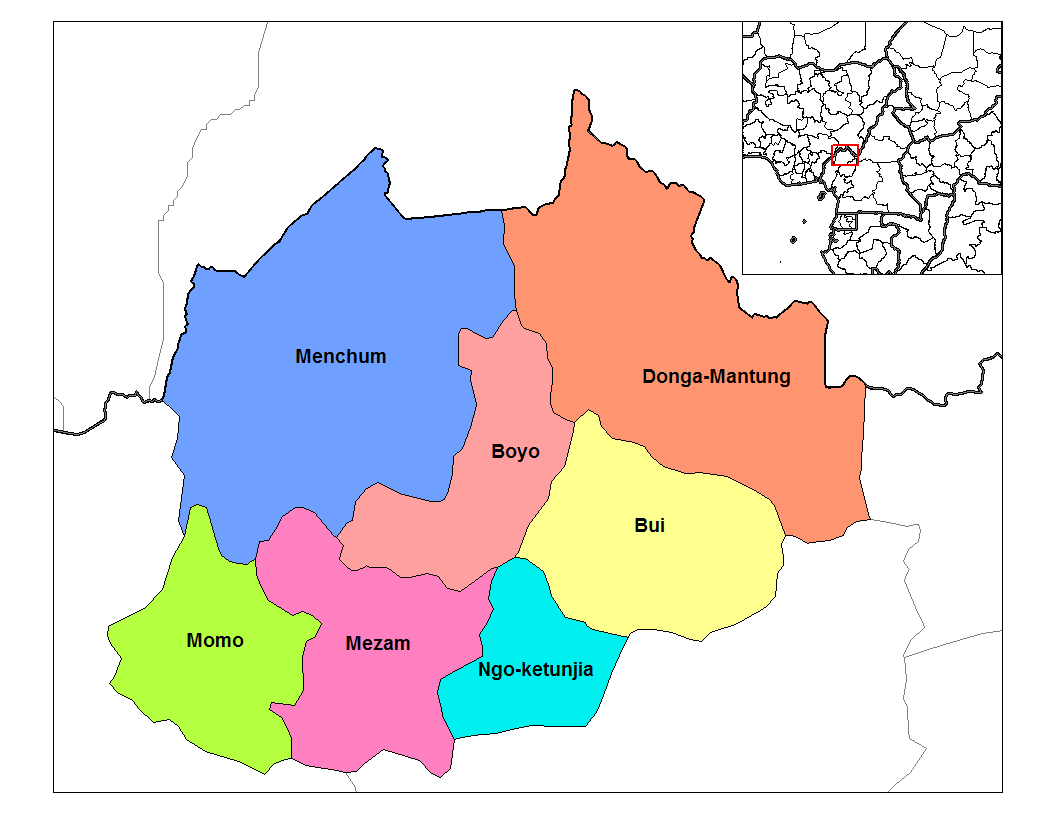
Департамент Буи на карте Северо-Западного региона

## Административное деление
Департамент Буи подразделяется на 7 коммун:
1. Элак-Оку (фр. Elak-Oku)
2. Жакури (фр. Jakiri)
3. Кумбо (фр. Kumbo) (городская коммуна)
4. Мбиям (фр. Mbiame)
5. Нкум (фр. Nkum)
6. Нкор (фр. Nkor)
7. Татум (фр. Tatum) (сельская коммуна)